# John Kilaka
John Kilaka, född 1966 i en by i sydöstra Tanzania, är en barnboksförfattare, illustratör, konstnär, storyteller och eldsjäl i insamlingen av gamla traditioner och berättelser.
Eftersom han som ung alltid tecknade förstod han snart att han måste ta sig till Dar es-Salaam för utbildning. Där kom han i kontakt med det berömda Tingatinga-måleriet och är i dag en av dess främsta företrädare. Som bilderbokskonstnär debuterade han 2001 med Färsk fisk (på svenska 2003 på förlaget Hjulet). Den blev en stor internationell framgång, liksom Vilken vän (på svenska 2005), som fick New Horizon-priset i Bologna 2004. Kilaka tilldelades 2004 även Peter Pans silverstjärna för Färsk fisk. Hans senaste bok, The Amazing Tree (2009), översattes 2010 till svenska av Britt Isaksson under titeln Förtrollad frukt. Alla tre böckerna är fabler som sjunger vänskapens lov.